# Malagarriga
Malagarriga és un enclavament del terme municipal de Pinós situat a la vall del Cardener, al Bages, entre Cardona i Navàs i, per tant, totalment envoltat per termes de la comarca del Bages.
Està situat a prop i al sud de la ciutat de Cardona i al nord de Sant Salvador de Torroella, al costat de ponent de la carretera C-55, a ran de la fita quilomètrica 56.
El seu petit territori comprèn un tancat meandre del Cardener i l'extrem sud-occidental del Serrat del Pont. Enmig d'aquests dos accidents, el pont sobre el Cardener que, temps enrere, tingué gran importància estratègica i comercial.
Té una extensió d'1,05 km² i està deshabitat. Era una antiga quadra del Castell de Vallmanya. A pesar que el 1813 es van eliminar les senyories, Malagarriga estava localitzat erròniament en el mapa i va romandre com un enclavament en la divisió provincial del 1833.
Malgrat haver constituït, antigament, una unitat territorial, la quadra de Malagarriga, actualment està del tot despoblat. Conté una única masia, Malagarriga, així com l'església romànica de Sant Jaume de Malagarriga. La masia, si més no el juny de 2018, està habitada i hom té cura de l'entorn.